# Alexander Anatoljewitsch Butko
Alexander Anatoljewitsch Butko (russisch Александр Анатольевич Бутько, englische Transkription: Alexander Butko; * 18. März 1986 in Hrodna) ist ein russischer Volleyballspieler.

## Karriere
Butko begann seine Karriere 2001 beim belarussischen Verein Kamunalnik Hrodna. 2003 wechselte der Zuspieler in die russische Liga zu VK Dynamo Moskau. In der Hauptstadt spielte er außerdem für Luch Moskau, bevor er zu VK Iskra Odinzowo ging. Von dort wechselte er zu seinem heutigen Verein VK Lokomotiv Nowosibirsk. Mit Dynamo Moskau, Odinzowo und Nowosibirsk wurde Butko jeweils Vizemeister. 2009 gab er im Weltliga-Spiel gegen Kuba sein Debüt in der russischen Nationalmannschaft. 2012 gewann er bei den Olympischen Spielen in London die Goldmedaille.